# 帕爾納伊巴河源國家公園
10°03′S 45°54′W / 10.05°S 45.9°W
帕爾納伊巴河源國家公園（葡萄牙語：Parque Nacional das Nascentes do Rio Parnaíba），是巴西的國家公園，位於該國東部巴伊亞州、馬拉尼昂州、皮奧伊州和托坎廷斯州，成立於2002年7月16日，佔地72.4萬公頃。